# Selene Luna
Selene Luna (Tijuana, Baja California, 19 de setembro de 1971) é uma atriz, comediante e modelo mexicana. É mais conhecida por suas participações no programa cômico de reality The Cho Show, liderado por Margaret Cho, e por participar de filmes como My Bloody Valentine 3D. É também integrante da trupe burlesca Velvet Hammer Burlesque e criadora de seu próprio show como artista solo, intitulado I Don't Care Anymore. Ela apareceu na capa do álbum de 2001 da banda Dwarves, How To Win Friends And Influence People.

## Filmografia
- Celebrity Family Feud (2008)
- The Cho Show (2008)
- My Bloody Valentine 3D (2009)
- Star-ving (2009)
- Demonic Toys 2 (2010)
- Gingerdead Man 3: Saturday Night Cleaver (2011)
- Coco (2017)